# ヴァージン (ユタ州)

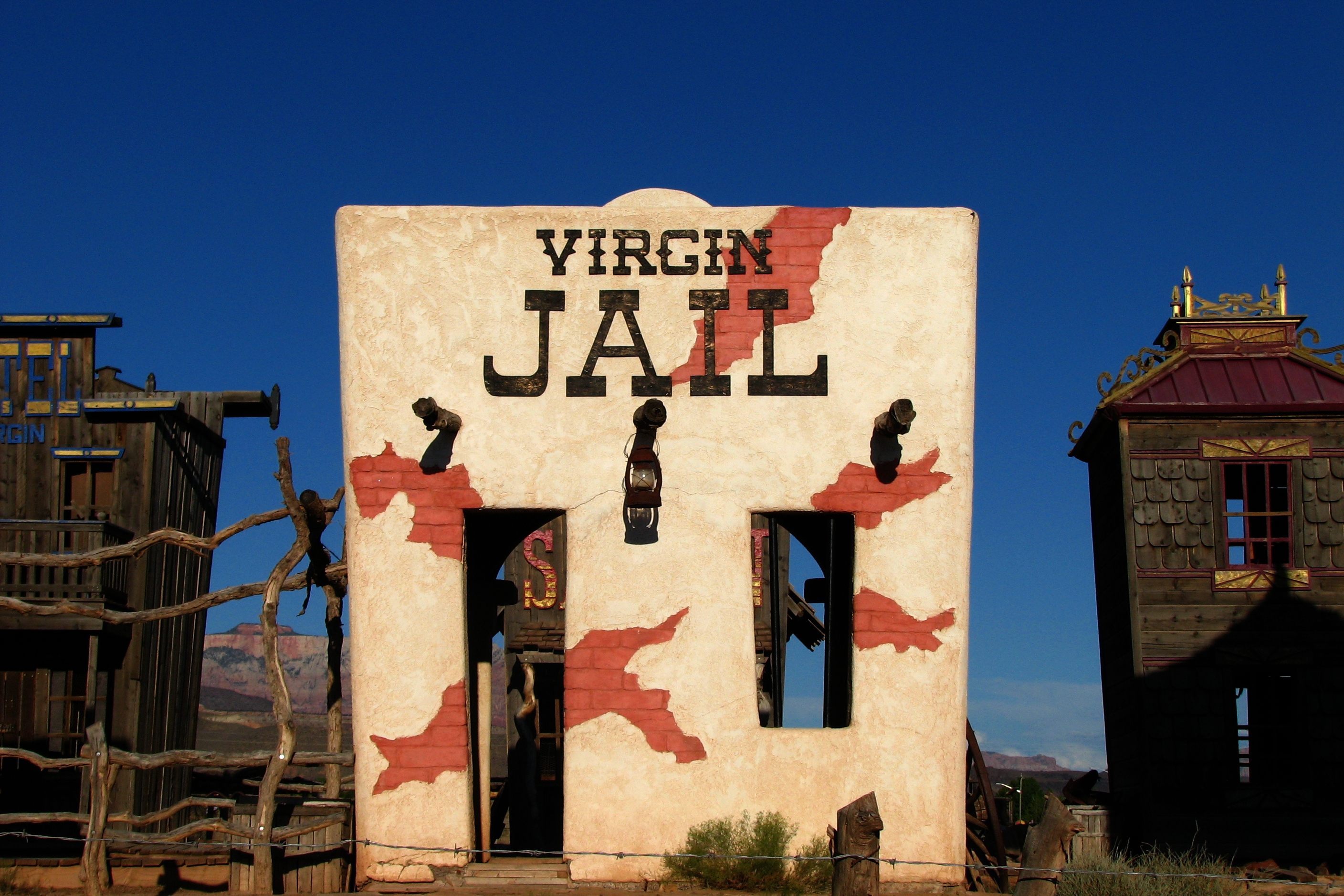

ヴァージン（Virgin）は、アメリカ合衆国ユタ州ワシントン郡に所在する町である。2000年の国勢調査によれば、人口は394人であった。ヴァージン川（名称はこの川に由来する）に沿い、ザイオン国立公園（Zion National Park）からはほど近いところにある。標高は3550フィート（1065m）で、国道9号線上に位置する。

## 地理
ヴァージンの座標は、西経113度11分23秒、北緯37度12分06秒である。
国勢調査によれば、総面積は11.9平方マイル（30.9km²）である。

## 人口
2000年の国勢調査によれば、人口は394人、世帯数は146、家族数は102、人口密度は1平方マイルあたり33.1人（1平方キロメートルあたり12.8人）である。家屋数は170で、1平方マイルあたり14.3戸、1平方キロメートルあたり5.5戸である。人種構成は96.45%が白人、0.51%がアメリカ先住民、1.27%がポリネシア人、1.78%が二人種またはそれ以上の混血である。ヒスパニック系またはラテン系は1.27%である。
146世帯のうち、18歳以下の子供がいるものは30.8%、夫婦が同居しているものは58.2%、夫のいない女性が世帯主であるものは8.2%、女性が一人もいないものは30.1%である。また一人暮らしをしているものは20.4%で、そのうちの7.5%は65歳以上の老人である。1世帯の平均構成人員数は2.70人で、1家族では3.23人になる。
世代構成は、18歳以下が26.1%、18歳以上24歳以下が11.4%、25歳以上44歳以下が25.1%、45歳以上65歳以下が23.4%、65歳以上は14.0%で、平均年齢は37歳である。女性100人に対して男性は114.1人で、18歳以上では女性100人に対して男性は109.4人である。
1世帯の平均年収は3万6953ドルで、1家族あたりでは3万7500ドルである。また男性の平均年収が3万2625ドルであるのに対し、女性は1万9500ドルである。国の収入を人口で割った一人当たり総生産（per capita income）は、1万4797ドルである。女性のうち9.3%、全人口のうち9.0%は貧困層で、そのうちの7.4%は18歳以下の子供または65歳以上の老人である。

## 銃の所有義務
2000年5月、全家庭に銃器を所持し保有することを命じる法律が可決された。このことは2002年公開のマイケル・ムーア監督の映画「ボウリング・フォー・コロンバイン（Bowling for Columbine）」で取り上げられた。